# Godzilla Entertainment
Godzilla Entertainment — американський кишеньковий лейбл, заснований репером Yukmouth та Кетом Ґейнором, менеджером виконавця й гурту The Regime. Назва походить від альбому Yukmouth 2003 р. Godzilla. Компанію сформували для дистриб'юції офіційних мікстейпів лейблу Smoke-A-Lot Records. Релізи із серії All Out War створено у співпраці з Cali Untouchable DJ's та Rapbay.com.
Початковий варіант логотипу мав відредаговану емблему Aston Martin. Згодом її змінив дракон з логотипу Smoke-A-Lot Records, оточений словами «Godzilla Ent.»

## Закриття
У травні 2007 через тиск з боку правовласників бренду Ґодзілла Yukmouth закрив лейбл. Невдовзі всі товари пов'язані з ним зникли з офіційної інтернет-крамниці на вебсайті Smoke-A-Lot. Попри це 2008 року Godzilla Entertainment видали 2 компіляції гурту Luniz та 1 міні-альбом Кенні Кінґпіна.

## Дискографія
- 2005: AK-47 Soundtrack to the Streets — Ampichino
- 2005: All Out War Vol. 1 — The Regime
- 2005: All Out War Vol. 2 — The Regime
- 2006: Superheros: Hot az a Heata Vol. 2 — Young Skrilla
- 2006: Million Dollar Mixtape — Yukmouth
- 2007: All Out War Vol. 3 — The Regime
- 2007: The City of Dope Vol. 1 — Yukmouth
- 2008: The Lost Tapes — Luniz
- 2008: The Lost Tapes 2 — Luniz
- 2008: The Richest of the Poorest, the Poorest of the Richest EP — Кенні Кінґпін[4]